# ミラノ近郊鉄道S8線
S8線（S8せん）は、ミラノの近郊鉄道の路線である。2009年に開業され、現在はレッコ駅とミラノ・ポルタ・ガリバルディ駅をカルナーテ駅を経由し結ぶ。運営者はロンバルディア州の鉄道を営業するトレノルドである。
S8線は、トレニタリアに属するレッコ-ミラノ線の全区間を走り、3000ボルトの架空電車線方式で、全部で13駅、路線長は50kmである。

## 歴史
- 2008年12月14日: ポルタ・ガリバルディ - レッコ間に規則時刻（毎時同じ分位に発車）地方運行が開通
- 2009年12月13日: レジョナーレ列車（地方列車）からサービス名が現在のS8に改名

## 運行形式
基本的に午前5時から午後11時まで毎時往復2本が運行されるが、遅い朝と早い昼は毎時往復1本が運行される。
なお、22時以降のミラノ発の列車はミラノ中央駅から出発する。

## 駅一覧
| 駅名                               | 駅名                   | 開業 | 乗換 | 位置                         | 位置                         |
| カタカナ                           | イタリア語表記         | 開業 | 乗換 | 位置                         | 位置                         |
| ---------------------------------- | ---------------------- | ---- | ---- | ---------------------------- | ---------------------------- |
| レッコ                             | Lecco                  | 2009 |      | レッコ県                     | レッコ                       |
| レッコ・マッジャニーコ             | Lecco Maggianico       | 2009 |      | レッコ県                     | レッコ                       |
| カロルツィオコルテ・オルジナーテ   | Calolziocorte-Olginate | 2009 |      | レッコ県                     | カロルツィオコルテ           |
| アイルーノ                         | Airuno                 | 2009 |      | レッコ県                     | アイルーノ                   |
| オルジャーテ・カルコ・ブリーヴィオ | Olgiate-Calco-Brivio   | 2009 |      | レッコ県                     | オルジャーテ・モルゴラ       |
| チェルヌスコ・メラーテ             | Cernusco-Merate        | 2009 |      | レッコ県                     | チェルヌスコ・ロンバルドーネ |
| オズナーゴ                         | Osnago                 | 2009 |      | レッコ県                     | オズナーゴ                   |
| カルナーテ・ウズマーテ             | Carnate-Usmate         | 2009 |      | モンツァ・エ・ブリアンツァ県 | カルナーテ                   |
| アルコレ                           | Arcore                 | 2009 |      | モンツァ・エ・ブリアンツァ県 | アルコレ                     |
| モンツァ                           | Monza                  | 2009 |      | モンツァ・エ・ブリアンツァ県 | モンツァ                     |
| セスト・サン・ジョヴァンニ         | Sesto San Giovanni     | 2009 |      | ミラノ県                     | セスト・サン・ジョヴァンニ   |
| ミラノ・グレーコ・プレッリ         | Milano Greco Pirelli   | 2009 |      | ミラノ県                     | ミラノ                       |
| ミラノ・ポルタ・ガリバルディ       | Milano Porta Garibaldi | 2009 |      | ミラノ県                     | ミラノ                       |